# Herbert Spencer

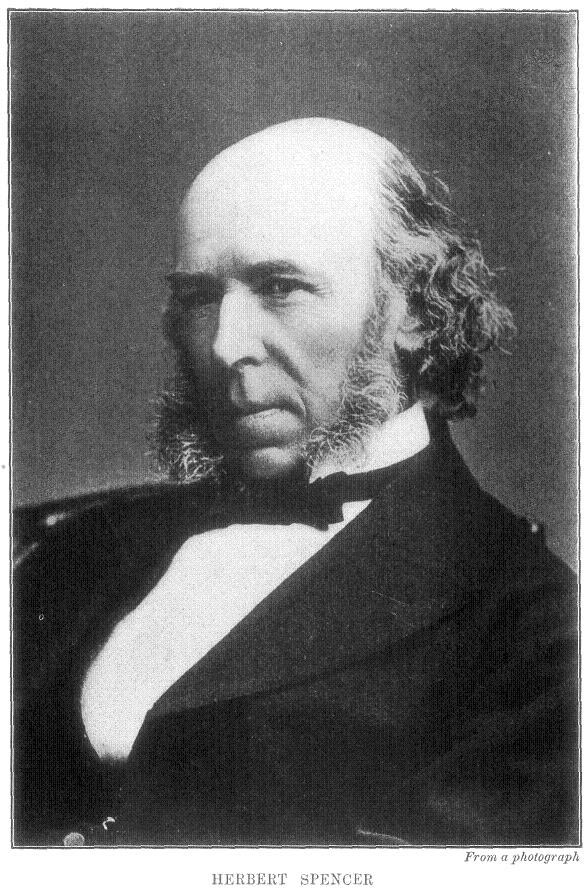
Herbert Spencer

Herbert Spencer (* 27. April 1820 in Derby; † 8. Dezember 1903 in Brighton) war ein einflussreicher Polyhistor und Systemphilosoph, der die seinerzeit aufgekommene Idee der Entwicklung zum ersten Prinzip der systematischen Erschließung sämtlicher wissenschaftlicher Gegenstandsbereiche erhob. Spencer galt zu seiner Zeit als „bedeutendster englischer Philosoph der Gegenwart“. Er inspirierte etliche spätere Ikonen der Wissenschaftsgeschichte und leistete als Vordenker der Etablierung von Disziplinen wie Biologie, Psychologie und Soziologie Vorschub. Innerhalb dieser Disziplinen wurde er allerdings dann als akademischer Außenseiter selbst nicht mehr wissenschaftlich rezipiert und seit Mitte des 20. Jahrhunderts schließlich mit dem Stigma des Sozialdarwinismus versehen.

## Leben

### Herkunft, Jugend und frühe Karriere als Ingenieur
Spencer entstammt einer Lehrerfamilie aus dem religiösen Milieu protestantischer Nonkonformisten. Die Großeltern gehörten allesamt zu den frühen Methodisten, denen es vorrangig auf eine eigenverantwortliche, sozial engagierte Lebensführung im Unterschied zu einer bloß formalen Konformität gegenüber der kirchlichen Autorität ankam.
Nachdem Spencer mit der in der lokalen Schule angewandten „mechanischen Lehrmethode“ des Auswendiglernens nicht zurechtkam, besuchte er eine ursprünglich schon vom Großvater geleitete und dann von seinem Onkel William Spencer übernommene Schule. Der Unterricht richtete sich an den Anweisungen seines Vaters aus. Im Alter von 13 Jahren wurde er in die Obhut seines Onkels Thomas Spencer übergeben, einem in der Nähe von Bath ansässigen Pfarrer und vormaligen Lehrer, und von diesem im Heimunterricht beschult. Der Vater George Spencer vertrat die pädagogischen Ideen Johann Pestalozzis und entwickelte insbesondere ein neues Konzept der mathematischen Didaktik, für das sein Lehrbuch der Geometrie weithin bekannt wurde.

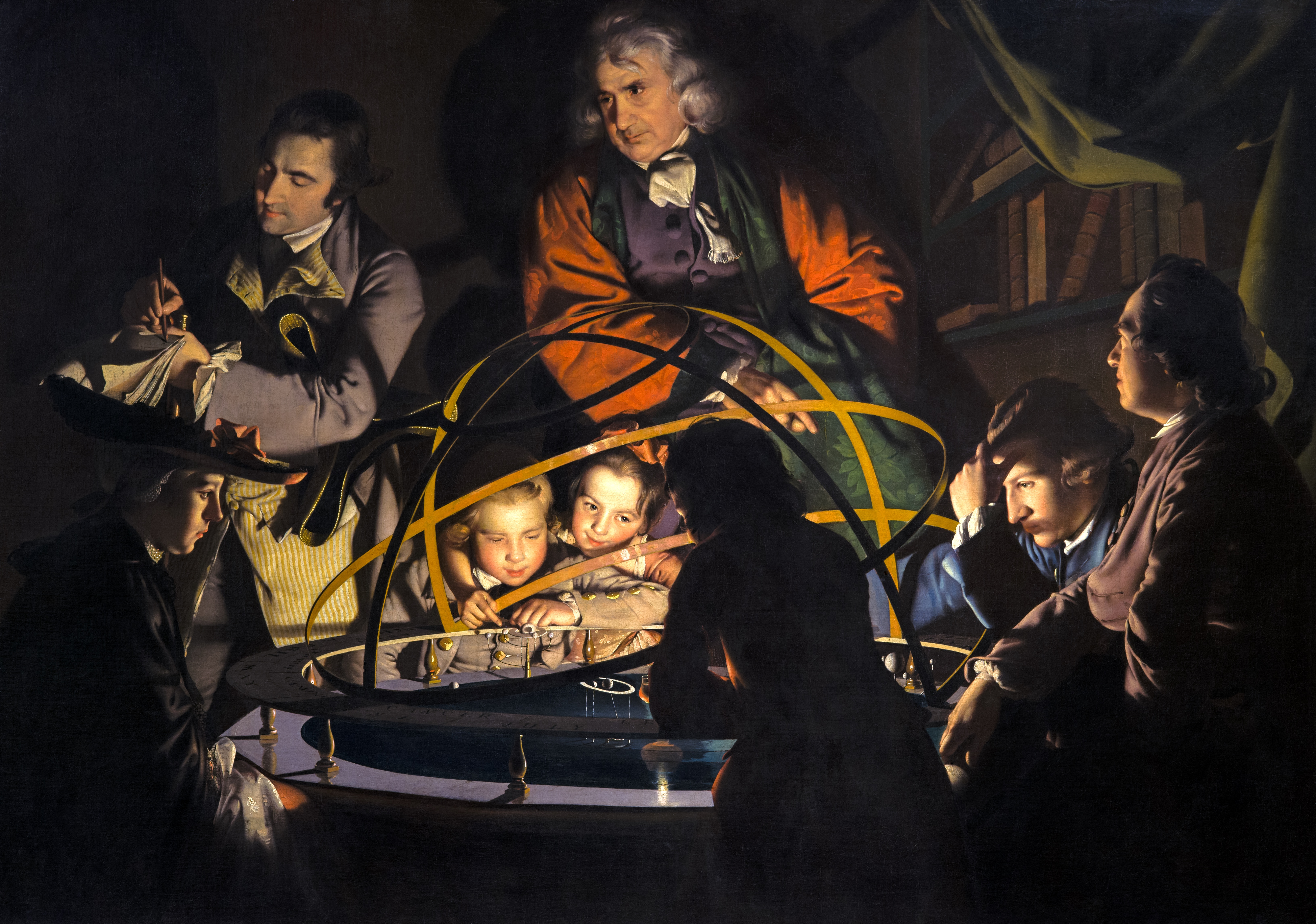
A Philosopher Lecturing on the Orrery (1766) von Joseph Wright of Derby. Verweist mutmaßlich auf 1762 in Derby von James Ferguson abgehaltene Vorträge.

Zudem fungierte Spencer Vater als Sekretär der philosophischen Gesellschaft zu Derby, die von Erasmus Darwin (dem Großvater von Charles Darwin) 1783 gegründet worden war. Die „Darwinianer“ verkörperten eine in Derby bereits seit Mitte des 18. Jahrhunderts vorherrschende intellektuelle Atmosphäre der Aufklärung, welche durch das lokale Zusammenspiel von Industrialisierung und Nonkonformismus begünstigt wurde. In diesem von begeisterten Amateurforschern und wissenschaftlichen Schaustellern, dem Zugang zu einer umfangreichen Bibliothek und zu wissenschaftlichen Zeitschriften geprägten Umfeld konnte der junge Spencer früh mit progressiven Ideen und zeitgenössischen wissenschaftlichen Debatten in Berührung kommen, ohne selbst je zu studieren oder auch nur eine einzige Prüfung zu absolvieren. Er blieb zeitlebens ein Autodidakt ohne jeglichen formalen Abschluss.
Auf der Suche nach einer beruflichen Perspektive versuchte er sich im Alter von 17 Jahren zunächst für kurze Zeit auf Vermittlung seines Vaters hin als Hilfslehrer. Dann engagierte ihn der Eisenbahningenieur Charles Fox, ein Freund und ehemaliger Schüler des Vaters, als Assistent. Die sich hieran anschließende Laufbahn als Ingenieur umfasste Aufgaben wie Vermessung, Zeichnen, mathematische Berechnungen, Brückenbau und das Testen von Lokomotiven. Diverse Erfindungen wie ein „Velocimeter“ zur Berechnung der Geschwindigkeit von Lokomotiven (1842) brachten Spencer später den Ruf des „Ingenieur-Philosophen“ ein.

### Entwicklung zum politischen Journalisten und wissenschaftlichen Schriftsteller

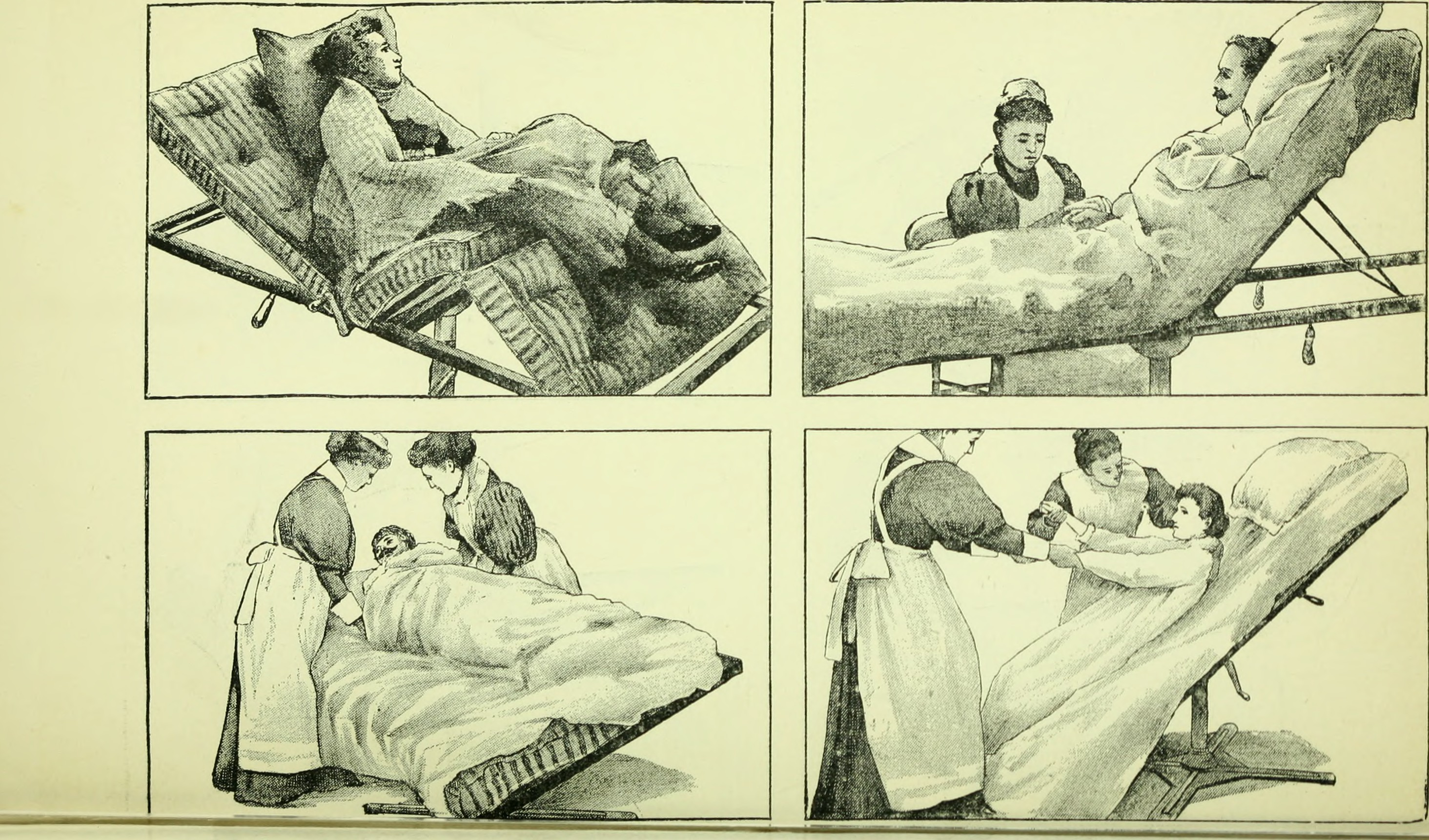
Illustration zu Spencers Pflegebett in einem medizinischen Journal von 1867

Ab 1841 war Spencer nur noch gelegentlich in Eisenbahnprojekten beschäftigt, hegte aber weiterhin Ambitionen als Ingenieur, die sich noch 1866 in der Konstruktion eines Pflegebetts für sein kranke Mutter niederschlagen sollten. Unter anderem unterbreitete er seiner Heimatstadt ein Konzept zum Hochwasserschutz, entwarf Pläne zur Konstruktion eines Flugapparats und erfand eine (um 1846 zeitweise industriell produzierte) Papierklammer. Zunehmend verlegte er sich auch auf schreiberische Tätigkeiten. Für das Civil Engineer and Architect's Journal waren bereits einige Artikel zu technischen Problemen verfasst worden. Nun wandte sich Spencer verstärkt politischen Themen zu, engagierte sich in der Derbyer Bewegung zur Wahlrechtsreform und wurde in diesem Zusammenhang zeitweise Redakteur einer lokalen Zeitschrift (The Birmingham Pilot).
Insbesondere die 1843 in der Zeitschrift The Nonconformist sowie als Flugblatt veröffentlichten Briefe über The Proper Sphere of Government (Das angemessene Tätigkeitsfeld der Regierung) bezeugen die aus dem Familienumfeld übernommenen, politischen Grundüberzeugungen bezüglich eines schlanken Staats, denen Spencer Zeit seines Lebens treu blieb: Ökonomische Regulierung, Armenfürsorge, Bildungssystem und Staatskirche sollen zugunsten moralischer Eigenverantwortung und privater Wohltätigkeit auf ein Minimum reduziert werden. Anstelle von äußeren Zwängen und bürokratischer Steuerung wird auf die Verinnerlichung kultureller Werte gesetzt.
Von 1848 bis 1853 war Spencer in London als Redakteur der wirtschaftsliberalen Zeitschrift The Economist angestellt. Dort fand er Anschluss an den Umkreis des Verlegers John Chapman, zu dem intellektuelle Größen wie John Stuart Mill, Thomas Henry Huxley oder George Henry Lewes gehörten, mit denen Spencer sich anfreundete. Chapman publizierte nicht nur Ende 1850 Spencers erstes Buch Social Statics, das sich mit Fragen der politischen Philosophie befasst. 1851 übernahm er die Herausgeberschaft der einflussreichen Westminster Review und verpflichtete die progressive Zeitschrift einer evolutionistischen Programmatik, der zufolge Natur und kulturelle Institutionen gleichermaßen als Produkt „gradueller Entwicklung“ zu betrachten seien. Mary Ann Evans (George Eliot) fungierte als (inoffizieller) Redakteur, Spencer steuerte zahlreiche Artikel zu Themen wie Fortschritt, Manieren und Moden, der Populationsentwicklung oder der Nebularhypothese bei, veröffentlichte zugleich aber auch in anderen Journalen wie The Leader Essays über Erziehung, Wissenschaftsgeschichte, Geologie, Physiologie, guten Schreibstil, Musik oder Schönheit.
Eine Erbschaft seitens seines Onkels William motivierte Spencer 1853, seinen Job als Redakteur zu kündigen und sich als Privatgelehrter ganz dem Schreiben zu widmen. 1855 erschienen die zweibändigen Prinzipien der Psychologie (in erweiterter Form später Bestandteil des Hauptwerks), in deren Folge Spencer nach eigener Auskunft durch Überanstrengung einen monatelangen Nervenzusammenbruch erlitt, von dem er sich zeitlebens nicht mehr gänzlich erholte. Er war seither bei jeder Tätigkeit schnell erschöpft, konnte Gesprächen kaum folgen und manchmal nur wenige Minuten am Tag an seinen Schriften arbeiten. Die genaue Art des ominösen Nervenleidens gab indes immer wieder Anlass zur Spekulation; das Spektrum der Diagnosen reicht von Überarbeitung, Sexualangst, Hypochondrie, Neurasthenie und extremer Kritikempfindlichkeit bis hin zu Epilepsie.

### Arbeit am Lebenswerk als Systemphilosoph
1858 entwarf Spencer Pläne zu einem philosophischen System, deren Ausarbeitung er sich ab 1860 dann 36 Jahre lang fast ausschließlich widmete. Da die Erbschaft nahezu aufgebraucht war, wurde die Arbeit weitgehend per Subskription finanziert. Zu den knapp 500 Abonnenten zählten allerlei namhafte amerikanische und britische Wissenschaftler, beispielsweise der Biologe Charles Darwin oder der Philosoph John Stuart Mill. Spencer lebte sparsam in bescheidenen Unterkünften, beschäftigte aber einen privaten Sekretär und verkehrte über Jahrzehnte regelmäßig im Londoner Athenaeum Club. Zudem wohnte er den von 1864 bis 1892 stattfindenden Treffen des wissenschaftlichen Freundeskreises X-Club bei, zu dem neben Spencer acht renommierte britische Wissenschaftler angehörten. Diese waren unter anderem für die Gründung der Zeitschrift Nature verantwortlich und hatten über Jahre den Vorsitz der Royal Society inne.

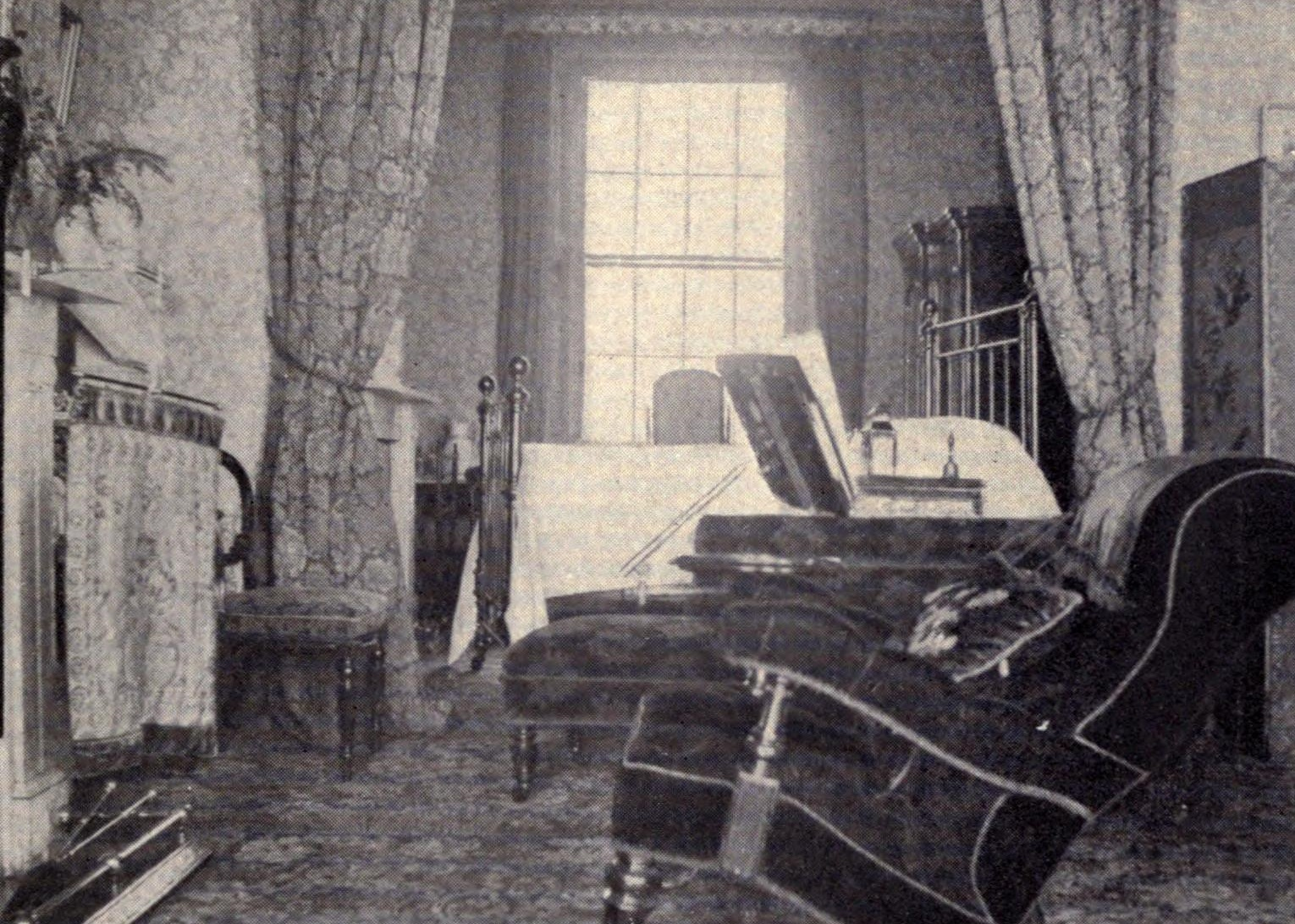
Spencers Arbeits- und Ruheraum in Brighton

In Reaktion auf den Ersten Burenkrieg gründete Spencer 1881 eine Anti-Aggression-League und engagierte sich bis zu seinem Lebensende verstärkt gegen Militarismus und Kolonialismus. 1884 lehnte er eine ihm angebotene Kandidatur für das House of Commons ab. Von 1889 bis 1898 lebte er in St. John's Wood, Westminster in einer Wohngemeinschaft mit zwei jüngeren Damen, die später eine Reihe von Anekdoten verbreiteten, in denen Spencer als schrulliger Eigenbrötler erscheint. Seine letzten Jahre, ab 1898, verbrachte er in Brighton.

## Werk

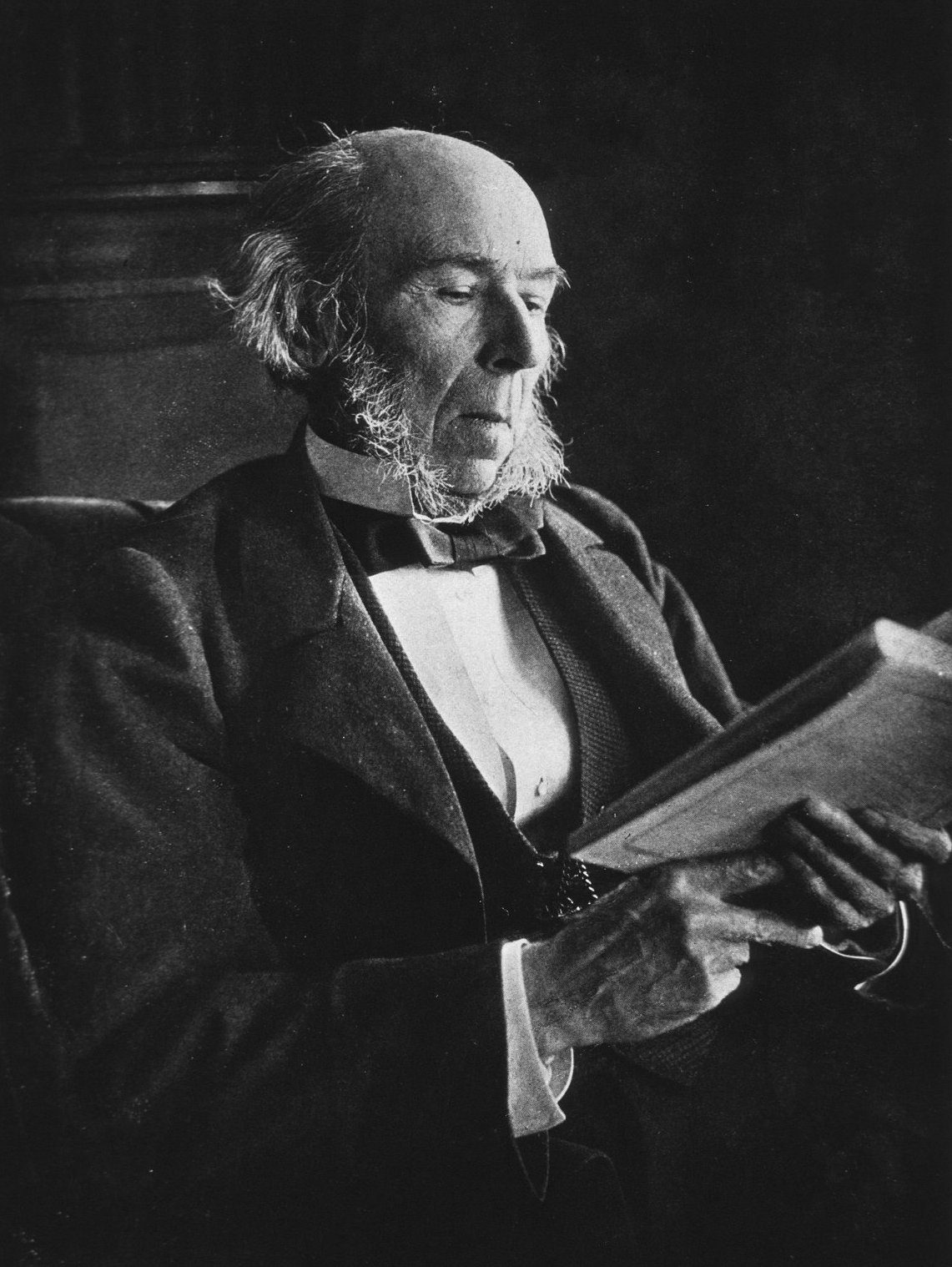
Spencer mit einem Band seines Werkes um 1900

Spencers umfangreiches Œuvre besteht neben dem zehnbändigen wissenschaftlichen Hauptwerk System der synthetischen Philosophie aus zahlreichen, später in drei Bänden zusammengefassten Essays zu unterschiedlichsten Themen, die oft in loser Weise mit der Leitidee der Entwicklung verknüpft bleiben. Hinzu kommen einige Schriften mit politischer Thematik sowie eine Einleitung in das Studium der Soziologie.
Letztere analysiert vor allem Erkenntnishindernisse, die aus politischen Vorurteilen, aus ideologischen Überzeugungen oder religiösen Weltbildern resultierten und den unbefangenen soziologischen Blick auf das gesellschaftliche Geschehen beeinträchtigten. Kritisiert wird insbesondere die namentlich von Thomas Carlyle vertretene Great Man Theory, der zufolge die Geschichte vermeintlich durch herausragende Persönlichkeiten bestimmt werde. Diese seien vielmehr stets ein Produkt ihrer sozialen Umwelt und könnten zudem nur als Vermittler historischer Veränderungen wirken, wenn die Zeit auch tatsächlich reif dafür sei.

### Politische Schriften
In seinen politischen Schriften setzt sich Spencer unter anderem für Grundrechte von Kindern und die rechtliche Gleichstellung der Frauen ein. Er unterstreicht das Recht auf materielles wie geistiges Eigentum, spricht sich aber vehement gegen die Zulässigkeit von Grundbesitz aus (wobei dies später wieder relativiert wird).
Bereits früh (in seinen Briefen über The Proper Sphere of Government) vertrat Spencer eine Haltung, die sich gegen staatliche Überregulierung und Gängelung richtet. Gestützt wird dies von einer philosophischen Auffassung der Moral als innerem Orientierungssinn sowie einem Verständnis von Gerechtigkeit als ausgleichender Rücksicht auf die Freiheit der anderen. Gemäß dem postulierten Law of Equal Freedom (LEF; Gesetz gleicher Freiheit) habe ein Mensch jede Freiheit, solange er nicht in die Freiheit eines anderen eingreife. Aus Spencers Sicht erwuchsen die Institutionen der Politik historisch primär aus militärischen Erfordernissen. Sie werden von daher als ideologisch verschleierte Herrschaftsinstrumente beargwöhnt. Die Vorstellung, dass gesellschaftliche Ordnung vorrangig durch staatliche Autorität gestiftet werden könne, wird weitgehend abgelehnt, wodurch Schriften wie The Man versus the State eine Nähe zum Anarchismus aufweisen. Dies gilt insbesondere für das (in späteren Ausgaben fehlende) Kapitel The Right to Ignore the State in Social Statics.

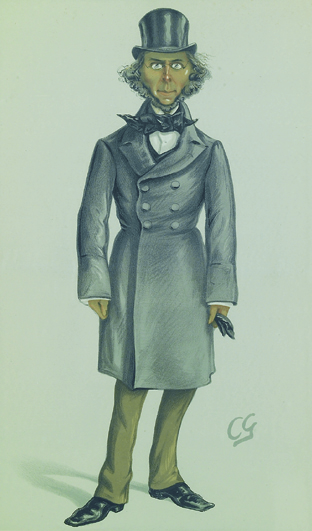
Karikatur Herbert Spencers als „Philosophy“ von 1879

Stattdessen glaubt Spencer an den allmählichen Wandel von Institutionen und Kultur sowie an eine entsprechende Anpassung von Mentalitäten und Konstitution der Menschen. Zeitgemäß werden große Hoffnungen in den menschlichen Zivilisationsprozess gesetzt. Hieraus ergibt sich die seinerzeit typisch empfundene Überlegenheit des britischen Gentleman gegenüber der als barbarisch wahrgenommenen Brutalität kriegerischer Kulturen, wie sie vergangene Epochen vorgeblich dominiert hatten. Spencer war davon überzeugt, dass sich im Zuge der Kultivierung von Respekt und Rücksichtnahme historisch unvermeidbar gewesene Übel (wie gewaltsame Fehden, Eroberungszüge, Versklavung oder die Unterdrückung der Frauen) überwinden ließen. Die vom unerbittlichen Überlebenskampf zum fairen Wettbewerb abgemilderten Konkurrenzkämpfe sollten über moderne Instanzen wie Markt, Demokratie oder wissenschaftliche Debatten reguliert werden. Der Übergang vom „militärischen“ Gesellschaftstypus zu einer modernen, „industriell“ geprägten Gesellschaftsordnung stellt sich für Spencer insofern als moralischer Fortschritt dar.
Anlass zur moralischen Diskriminierung von Angehörigen vermeintlich niederer Kulturkreise gibt dies aus Spencers Sicht keineswegs. Im Gegenteil, wechselseitige Anerkennung und einfühlsamer Altruismus bildeten ein der Menschheit insgesamt innewohnendes Potenzial, das je nach gesellschaftlichen Umständen nur in unterschiedlichem Grade ausgeprägt sei. In diesem Sinne heißt es: „Moral kennt keine geographischen Grenzen oder Rassenunterschiede.“
Allerdings wurde die utopische Vision einer glücklichen Zukunft, die in den letzten Sätzen der Allgemeinen Schlussfolgerungen von Social Statics noch euphorisch beschworen wird, insbesondere angesichts der aggressiven britischen Kolonialpolitik arg getrübt. In der letzten Dekade seines Lebens rückte der im Alter offenbar zunehmend desillusionierte Spencer die Bekräftigung seiner pazifistischen Grundhaltung zunehmend in den Mittelpunkt. Immer wieder positionierte er sich gegen Kolonialismus und Militarismus. Als der Premierminister Japans 1892 durch einen Gesandten Spencer um Rat ersuchte, sprach er sich gegen jegliche imperialistische Einmischung aus und empfahl eine weitgehende Abschottung Japans gegenüber ausländischen Investoren und der Präsenz westlicher Dauergäste überhaupt. Als rückständiges Entwicklungsland solle Japan keine abrupte Modernisierung anstreben, sondern bei behutsamen Reformen auf traditionelle Werte bauen.
Ausschließlich in diesem Kontext wird (in einem vertraulichen Brief) sogar ein Verbot von Mischehen zwischen unterschiedlichen „Rassen“ empfohlen, um eine überstürzte Destabilisierung (mutmaßlich auch biologisch verankerter) ethnischer Welthaltungen zu verhindern. (Zu jener Zeit wurde das Wort Rasse noch weitgehend synonym mit Begriffen wie Stamm, Volk, Nation, Ethnie, Kultur oder Gesellschaft verwendet.) Ansonsten hatte der radikale Liberalist Spencer stets gegen jegliche rechtliche Ungleichbehandlung der Menschen nach Leistung, Geschlecht, Herkunft oder sonstigen Kategorien argumentiert, für welche es grundsätzlich keinen probaten Maßstab gäbe.

### Wissenschaftliche und philosophische Essays

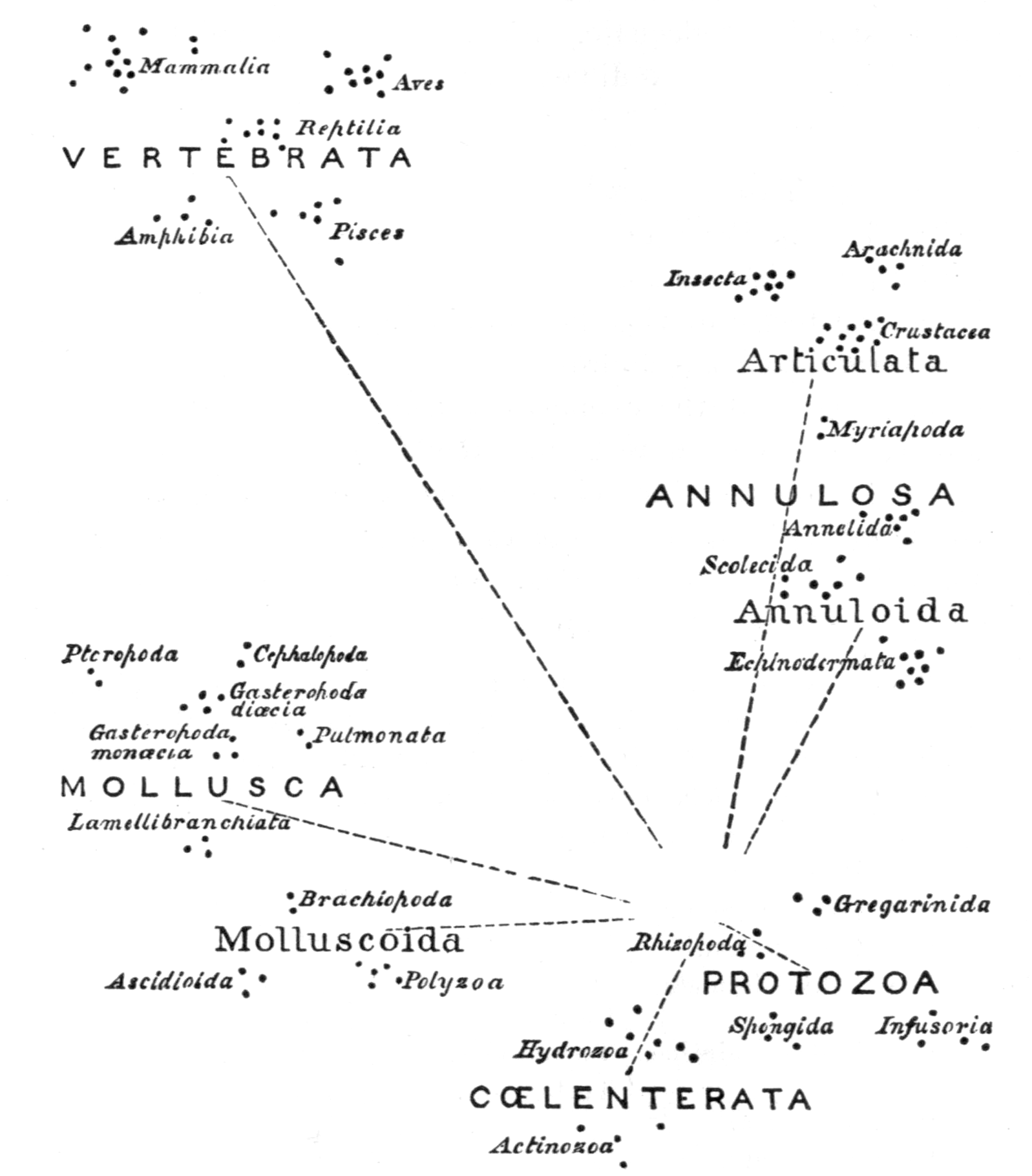
Illustrierendes Diagramm Spencers zur Klassifizierung tierischer Lebensformen aus The Principles of Biology

Auch wenn der politische Liberalismus Spencers auffällig kompatibel mit der wissenschaftlichen Leitidee einer sich selbst organisierenden Entwicklung erscheinen mag, so lassen sich beide Stränge doch weitgehend unabhängig voneinander betrachten. Der Liberalismus kann auf die Herkunft Spencers aus dem nonkonformistischen Milieu zurückgeführt werden. Die Entwicklungsidee ergibt sich hingegen aus den zeitgenössischen wissenschaftlichen Debatten in Geologie, Physiologie, Embryologie, Astronomie und Geschichtsphilosophie, die sich mit Namen wie Charels Lyell, Henri Milne-Edwards, Karl Ernst von Baer und William Benjamin Carpenter, Pierre-Simon Laplace bzw. G. W. F. Hegel und Auguste Comte verbinden. Insbesondere das 1844 erschienene, populärwissenschaftliche Buch Vestiges of the Natural History of Creation von Robert Chambers zog viel Aufmerksamkeit auf sich, indem es Parallelen zwischen der Entstehung des Sonnensystems und der Entwicklung des Lebens zog und so dazu anregte, Fragen nach dem Ursprung, der Genese und dem Wandel komplexer Formen aller Art zu stellen. Spencers greift diese Thematik nicht nur in seinem Essay The Development Hypothesis (deutsch: Die Entwicklungshypothese) von 1852 auf, sondern überträgt sie in weiteren Essays wie beispielsweise The Genesis of Science (deutsch: Die Genese der Wissenschaft), Origin and Function of Music (deutsch: Ursprung und Funktion der Musik) auch auf zahlreiche andere Gegenstände. So werden in drei separaten Essays Analysen zur moralischen, kognitiven bzw. körperlichen Entwicklung des Kindes in konkrete Erziehungsmaximen umgemünzt.  In Manners and Fashion (deutsch: Manieren und Moden) wird dargelegt, dass sich ursprüngliche Sklavenmale wie Tätowierungen oder Nasenringe nach und nach zu identitätsstiftenden Symbolen wandeln oder zu bloßem Schmuck werden könnten. (Der Aufsatz wurde später unter dem Titel Zeremonielle Institutionen zu einem Hauptabschnitt der Prinzipien der Soziologie erweitert.) In den Essays The Nebular Hypothesis (deutsch: Die Nebularhypothese) und The Constitution of the Sun (deutsch: Die Konstitution der Sonne) widerlegt Spencer als erster Wissenschaftler die bis dahin gemeinhin geltende Annahme, dass die Sonne ein schwarzer Festkörper sei, wodurch eine alternative Erklärung des Phänomens der Sonnenflecken nötig werde.

### Das System der synthetischen Philosophie

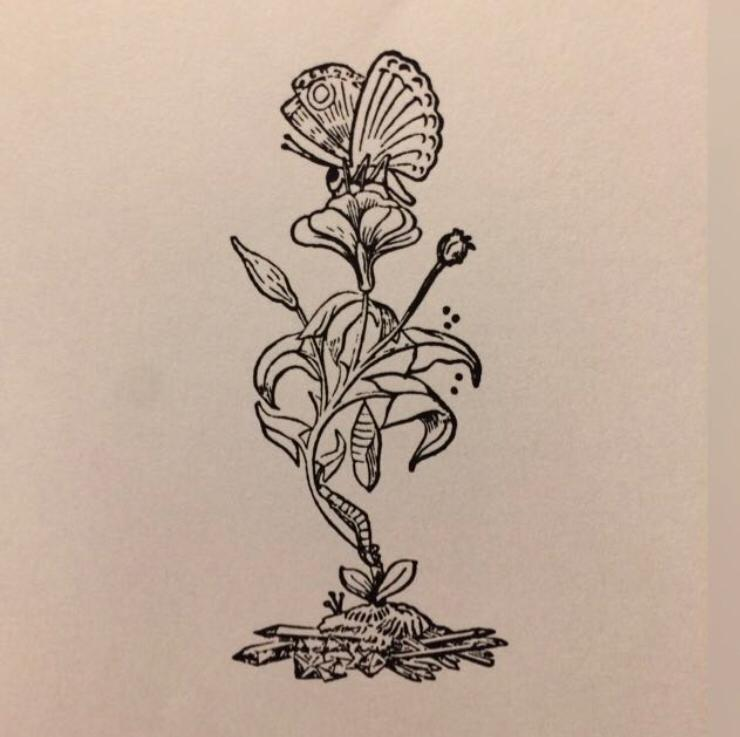
Emblem des Systems. Von Spencer selbst entworfen

In Spencers System der synthetischen Philosophie wird das Konzept der Entwicklung schließlich gar zum heuristischen Prinzip einer wissenschaftlichen Erschließung der Welt erklärt. Neben kognitiven Kategorien wie Raum, Zeit, Kraft, Materie und Bewegung bedürfe es in der Regel einer modellhaften Rückführung komplexer Konstruktionen auf ihre einfachen Anfänge. Das Leben sei aus Einzellern hervorgegangen, die sich nach und nach zu vielfältigen, teils hochdifferenzierten Lebensformen gruppiert hätten. Das Bewusstsein basiere letztlich auf einfachen Reflexreaktionen; nur ganz allmählich hätten die Nervenzellen sich zu neuronalen Netzen integrieren können. Hochkulturen seien aus der strukturierten Integration von Stammesgesellschaften zu Großreichen hervorgegangen.

Der erste Band des Systems (First Principles) konzentriert sich auf die Entwicklung eines entsprechend verallgemeinerten Begriffs der Evolution, der sich gleichermaßen auf Phänomene der Astrophysik, der Biologie, der Psychologie und der Soziologie beziehen soll. Anhand gegensätzlicher Gesichtspunkte wie Integration versus Differenzierung, Funktion versus Struktur, Entwicklung (Evolution) versus Auflösung (Dissolution) wird in mehreren Schritten schließlich folgende Definition herausgearbeitet:
„Entwicklung ist Integration des Stoffes und damit verbundene Zerstreuung der Bewegung, während welcher der Stoff aus einer unbestimmten, unzusammenhängenden Gleichartigkeit in bestimmte, zusammenhängende Ungleichartigkeit übergeht, und während welcher die zurückgehaltene Bewegung eine entsprechende Umformung erfährt.“
Die weiteren Bände widmen sich den Gegenstandsebenen der Biologie, der Psychologie, der Soziologie sowie der Ethik im Einzelnen, um die wesentlichen Grundfragen dieser Fächer zu identifizieren und ihre konstitutiven Teilgebiete abzustecken. Jeder dieser Disziplinen werden also nochmals jeweils ihre eigenen Prinzipien zuerkannt, wobei die Ebene der Astrophysik aus pragmatischen Gründen übersprungen wird.
Die Prinzipien der Biologie umreißen in einem ersten Teil zunächst die Tatsachen der Biologie  (Data of Biology): Leben basiere auf Kohlenstoffverbindungen zuzüglich Wasserstoff, Sauerstoff, Stickstoff und Schwefel, die aufgrund ihrer chemischen Eigenschaften in der Lage wären, Energie zu gewinnen und zu speichern, Bioelektrizität zu kanalisieren und dabei grundsätzlich innere Vorgänge an äußere Gegebenheiten anzupassen. Im zweiten Teil, den Induktionen der Biologie, werden die konstitutiven Eigenschaften des Lebens genauer bestimmt, etwa Abgrenzung interner Prozesse nach außen hin, Wachstum, strukturelle Entwicklung, Fortpflanzung oder Reizbarkeit. Im Zuge der Darlegung embryologischer Forschungserkenntnisse wird insbesondere gewarnt vor einer popularisierenden Übertreibung der Parallelen von Ontogenese und Phylogenese (Baer-Regel), wie sie Ernst Haeckel als Biogenetisches Grundgesetz postulieren sollte. Es folgen Teile zu spezielleren Gebieten wie Anatomie, Physiologie und Artentstehung die den heutigen Teilbereichen der allgemeinen Biologie vergleichbar sind.
Analog dazu setzen Die Prinzipien der Psychologie bei den materiellen Tatsachen des Nervensystems und der Muskelzellen an, bevor wiederum im zweiten Teil Induktionen der Psychologie die Psyche als ein Aggregat von Reizempfindungen zu definieren versucht wird, das durch assoziative Verknüpfungen zwischen Gefühlen und Vorstellungen unter anderem Gedächtnisleistungen ermöglichen würde. Die weiteren sieben Teile entsprechen in etwa psychologischen Teilbereichen wie Wahrnehmungs- und Kognitionspsychologie, Evolutionspsychologie, Erkenntnistheorie oder Sozialpsychologie.
Ebenso suchen Die Prinzipien der Soziologie zuerst die anthropologischen Tatsachen der besonderen Konstitution des Menschen zu bestimmen, der ja als aktiver Träger gesellschaftlicher Vorgänge zu betrachten ist. Die Induktionen der Soziologie beschreiben Gesellschaft demgegenüber dann als gewachsenes System von Institutionen, das Spencer als „sozialen Organismus“ bezeichnet. Strukturelle Differenzierungen wie die zwischen religiösen, politischen und ökonomischen Institutionen hätten sich zu einem funktional aufeinander abgestimmtem Gesamtgefüge zu ergänzen, um überhaupt temporär Stabilität zu gewinnen. Die folgenden Teile wenden sich dann jeweils Institutionen wie Familie, Religion, Politik und Wirtschaft im Einzelnen zu und begründen insofern soziologische Teilgebiete wie die Familien-, die Religions-, die politische und die Wirtschaftssoziologie.
Die Prinzipien der Ethik führen unter dem Titel Die Tatsachen der Ethik biologische, psychologische und soziologische Gesichtspunkte zu einer allgemeinen Theorie der Handlungsorientierung zusammen. Diese bildet insofern den Gipfelpunkt des gesamten Systems und verknüpft Motive der Verhaltensbiologie, der Entwicklungspsychologie und der soziologische Handlungstheorie miteinander. Zugleich versucht Spencer alle bekannten philosophischen oder religiösen Ethiken auf einen gemeinsamen Nenner zu bringen, indem er sie auf die jeweils damit implizit verbundenen Vorstellungen des Glücks bezieht. Die abermals folgenden Induktionen der Ethik beschreiben demgegenüber die gesellschaftlich explizit zu beobachtenden Moralvorstellungen. Sie lassen sich somit als Spencers Variante einer deskriptiven Ethik verstehen. Die verbleibenden Teile decken die Themenfelder der individuellen Lebensberatung (und zugleich der klassischen Tugendethik) sowie der Sozialpolitik ab und präsentieren zudem eine erneuerte Fassung von Spencers Theorie der Gerechtigkeit, der zufolge sich die Einschränkung persönlicher Freiheiten allein aus Rücksicht auf die Freiheiten anderer legitimieren lasse. Am Ende wird also der Bogen von der Wissenschaft zur politischen Theorie und damit zurück zu Spencers erstem Buch Social Statics geschlagen und somit doch noch eine Verbindung zwischen Evolutionstheorie und Liberalismus hergestellt.

## Wirkung

### Öffentliche Wahrnehmung und Reputation
Im letzten Drittel des 19. Jahrhunderts genoss Spencer eine immense Popularität. Seine Werke wurde zeitnah ins Italienische, Französische, Deutsche, Russische, Japanische und Chinesische übersetzt und millionenfach verkauft. Der Höhepunkt seines weltweiten Ruhms umfasste die Zeit zwischen 1870 und 1890. 1882 unternahm er beispielsweise eine Reise in die Vereinigten Staaten, die zum Medienereignis wurde, obwohl Spencer sich öffentliche Auftritten weitgehend verweigerte. Alfred Russel Wallace, der neben Charles Darwin als Begründer der biologischen Evolutionstheorie gilt, benannte seinen erstgeborenen Sohn nach Herbert Spencer. Dies war keineswegs ein Einzelfall, Yoder listet für den amerikanischen Raum etliche weitere Fälle auf, so unter anderem Herbert Spencer Gasser, 1944 Nobelpreisträger auf dem Gebiet der Neurophysiologie. Noch in seinen letzten Lebensmonaten erhielt Spencer Besuch von Muhammad Abdu, dem Großmufti von Ägypten, welcher sich um eine arabische Übersetzung der Erziehungslehre Spencers bemühte und sich zur Stützung seiner panislamischen Visionen insbesondere in seinem Korankommentar immer wieder auf Spencer bezog. Anlässlich seines Todes wurden durch den indischen Unabhängigkeitskämpfer Shyamji Krishna Varma die Herbert Spencer Lectures an der Universität Oxford gestiftet, die unter anderem von namhaften Größen wie Bertrand Russell, Albert Einstein und Karl Popper abgehalten wurden.
Spencers Schriften inspirierten etliche Literaten. Unter anderem beruft sich Lew Tolstois Alter Ego Lewin in Anna Karenina (1878) auf Herbert Spencer. In Rudyard Kiplings Roman Kim (1901) bezeichnet sich der Bengale Hurree Babu, der als Spion für den britischen Geheimdienst arbeitet, als "Herbert-Spencerianer". In Jack Londons autobiographischem Roman Martin Eden (1908) wird der Titelheld als Anhänger Spencers eingeführt. In Thomas Manns Zauberberg (1924) malt das Kapitel „Forschungen“ die Grundgedanken von Spencers First Principles umfänglich aus, ohne dass allerdings der Philosoph noch genannt wird. Die Romane von George Eliot lassen sich Paxton zufolge gar jeweils einzelnen Schriften Spencers zuordnen.

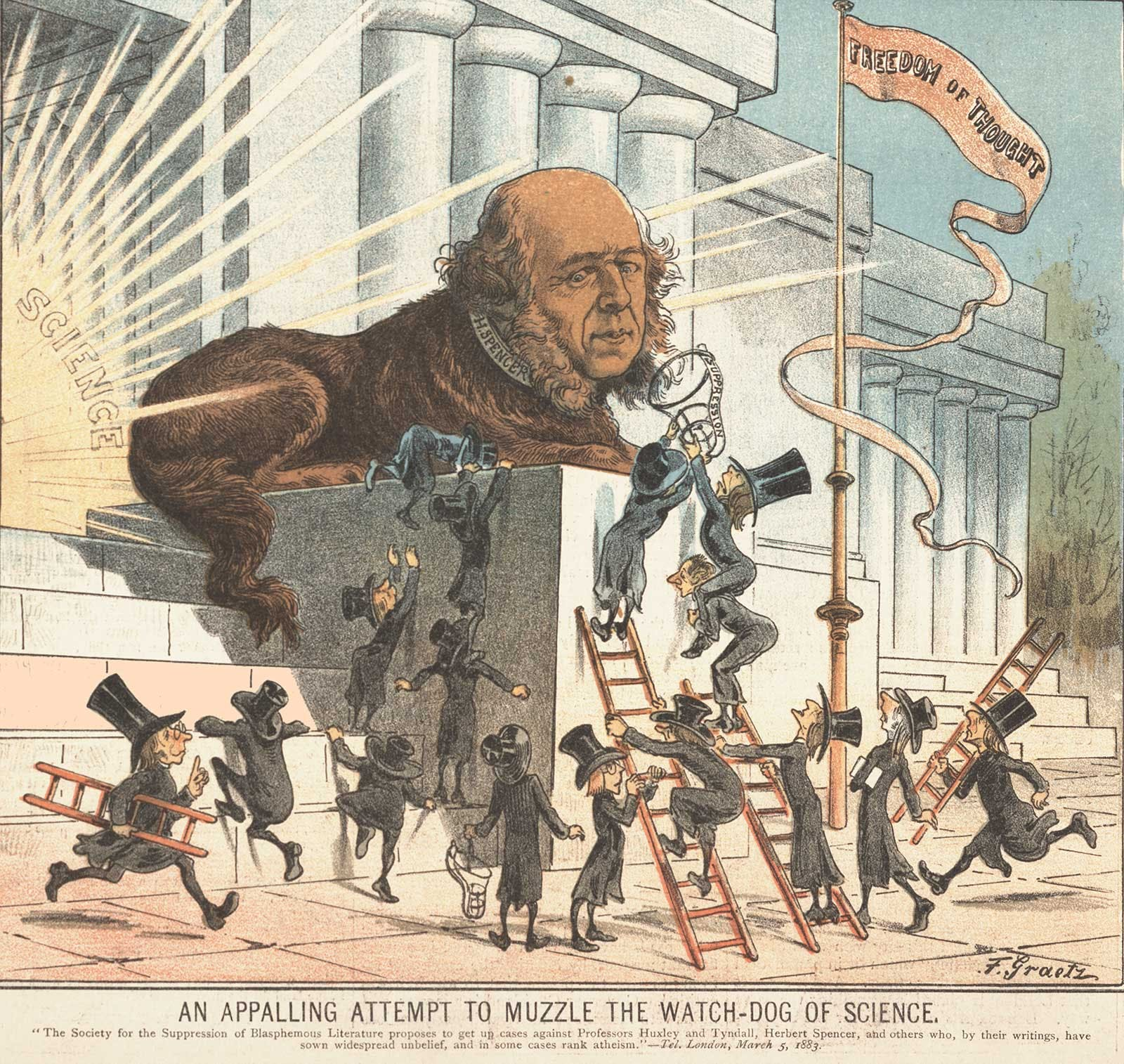
Karikatur Spencers als „Wachhund der Wissenschaft“ von 1883, aus dem Puck-Magazin

Wissenschaftler wie John Hughlings Jackson, William James, Iwan Pawlow oder Emile Durkheim, allesamt Pioniere ihrer jeweiligen Fachgebiete, erfuhren durch die Lektüre entscheidende Anregungen. Wer indes wie William James als junger Student mit dem seinerzeitigen Modeautor in Berührung gekommen war oder wie Emile Durkheim in Über soziale Arbeitsteilung (1893) eine durch diesen motivierte Fragestellung verfolgte, konnte sich unter polemischer Zuspitzung schon deshalb deutlich von Spencer distanzieren, um schlicht seine Eigenständigkeit gegenüber dem präakademischen Vorreiter behaupten zu können. Wilhelm Wundt, der selbst mit einem „System der Philosophie“ aufwartete, vordergründig einen ähnlich evolutionistischen Ansatz verfolgte und daher auch als „deutscher Spencer“ bezeichnet worden war, erklärte: „dass vollends die einzige philosophische Richtung, gegen die ich polemisiert habe, der Positivismus gewesen ist, mag er sich nun nach Spencer, Avenarius oder nach irgendjemandem sonst nennen.“
Nach 1900 wurde Spencer dann allerdings kaum noch gelesen und auch namentlich immer seltener erwähnt, obwohl er im Hintergrund durchaus noch präsent war. So nennt der Soziologe Georg Simmel schon in seiner frühen Schrift Über sociale Differenzierung (1890) seinen impliziten Bezugsautor überhaupt nicht und verschweigt sogar im grundlegenden Kapitel Das Problem der Soziologie seines Werks Soziologie (1908) die Namen Comte und Spencer. Mit der akademischen Etablierung der Fächer Psychologie und Soziologie ließen diese Spencer jedenfalls hinter sich und setzten sich – explizit oder stillschweigend – von ihm ab. In keinem der von seinem Werk berührten Fächer wird ihm der Status eines Klassikers zuerkannt.
In der Biologie geriet Spencer vor allem im Zuge der aufmerksamkeitsträchtigen Debatte mit August Weismann ins Abseits. Spencer trat hier als vehementer Verteidiger des Lamarckismus auf und argumentierte, dass eine lediglich auf zufälligen Variationen basierende Evolution viel zu langsam sei, wohingegen Weismann experimentell nachwies, dass Ratten nach mehreren Generationen abgeschnittener Schwänze keine Verkürzungen zeigten. Spencer galt fortan als überholt und verlor seine Ruf als ernstzunehmender Wissenschaftler.
Dass Spencer in der öffentlichen Wahrnehmung nun seit langem unvermeidlich das Etikett des Sozialdarwinismus anhaftet – vorher eine kaum gebräuchliche Bezeichnung –, ist vor allem Richard Hofstadters Buch Social Darwinism in American Thought von 1944 geschuldet. Diese Stigmatisierung war einer neuerlichen, konstruktiven Auseinandersetzung mit Spencers facettenreichen, durchaus streitbaren Werk wenig zuträglich. Von verschiedenen Autoren wurde daher immer wieder eine Rehabilitierung Spencers gefordert. Wie die Unterstützer Spencers kritisieren, käme es bei der Paraphrasierung seiner vermeintlichen Gesellschaftstheorie oft zu einer klischeehaften Vermengung unterschiedlicher evolutionistischer Ansätze, angesichts derer sich eine genauere Lektüre regelrecht zu verbieten scheine. Als Beleg begnüge man sich daher gemeinhin mit einer Handvoll aus dem Zusammenhang gerissener Zitate.

### Wissenschaftliche Wirkung

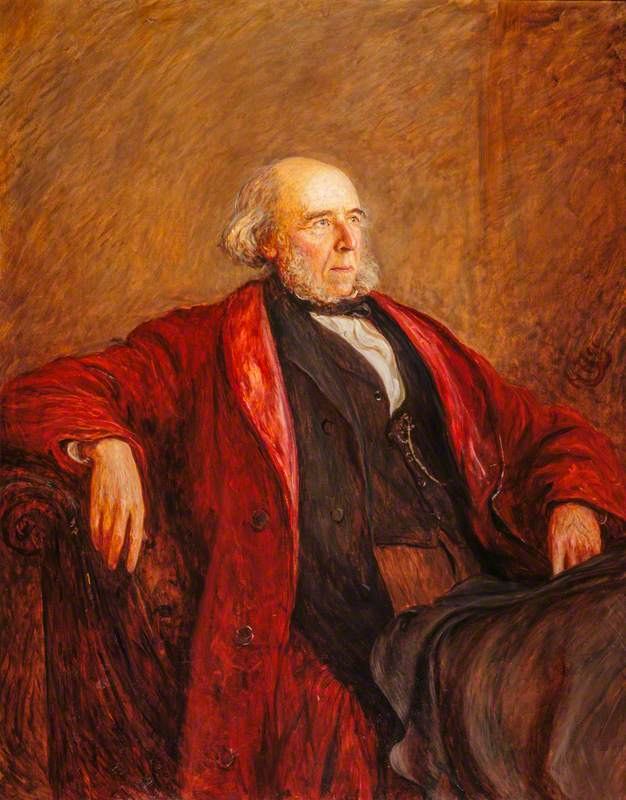
Portrait Herbert Spencers von 1898, Hubert von Herkomer

Spencer verdankt die Biologie den Begriff der Evolution, die Psychologie den Begriff der Intelligenz und die Soziologie den Begriff der Institution. Als wissenschaftliche Fachtermini etabliert bleiben auch die zentralen Begriffspaare der Spencerschen Evolutionstheorie: Differenzierung und Integration sowie Struktur und Funktion. Die Begriffe nehmen allerdings je nach Theorieschule und Fachgebiet ganz unterschiedliche Bedeutung an.
Insbesondere in den sozialwissenschaftlichen Disziplinen wurden die genannten Begriffe aus dem systematischen Gesamtzusammenhang gelöst und teils neu kombiniert, mit Talcott Parsons beispielsweise zu Begriffen wie Strukturfunktionalismus oder Funktionale Differenzierung, Zugleich wurde die Gegenüberstellung von Struktur und Funktion in der Sozialtheorie zunehmend durch den Gegensatz von Struktur und Handlung ersetzt. Hierfür von historisch entscheidender Bedeutung war Talcott Parsons Frühwerk The Structure of Social Action (1937). Das Buch setzt gleich auf der ersten Seite mit der vielzitierten Feststellung ein: „Spencer is dead. But who killed him and how. This is the problem“ (deutsch: „Spencer ist tot. Aber wer ermordete ihn und wie? Das ist das Problem.“). Es ist zudem verantwortlich für die Etablierung von Max Weber und Emile Durkheim als Klassikern der Soziologie.
Gleichwohl kann der soziologische Problemkreis gesellschaftlicher Differenzierungsprozesse und daraus resultierender Integrationsprobleme trotz Bedeutungsverschiebungen und teilweise wechselnder Terminologie durchaus als Erbe Spencers betrachtet werden. Die Spielarten des Problems reichten demnach von Albert Schäffles organizistischem Werk Bau und Leben des sozialen Körpers (1875–78) bis hin zur Systemtheorie Niklas Luhmanns.
Der in den Principia Ethica (1903) von George Edward Moore geprägt Begriff des naturalistischen Fehlschlusses, demzufolge nicht vom Sein auf das Sollen geschlossen werden dürfe, erwächst aus einer kritischen Auseinandersetzung mit Spencers Prinzipien der Ethik. Moore gesteht allerdings selbst ein, dass seine vereinfachende Polemik Spencer selbst nicht ganz gerecht werde.
The Principles of Psychology (1890) und andere Schriften von William James profilieren den vertretenen psychologischen Funktionalismus häufig in polemischem Kontrast zu Spencers gleichnamigen Werk. Gleichwohl konstatieren Wissenschaftshistoriker ein insgesamt ambivalentes Verhältnis und heben den positiven Einfluss Spencers auf diesen und weitere Ansätze der Psychologie hervor.
Zur Paraphrasierung von Darwins Evolutionstheorie prägte Spencer in seinen Prinzipien der Biologie die Phrase vom Überleben der Angepassten (Survival of the Fittest), da der Begriff der natürlichen Selektion eine zu aktive Konnotation im Sinne einer bewussten Zuchtwahl aufwiese.

## Schriften (Auswahl)
- Social Statics: or, the Conditions essential to Happiness specified, and the First of them Developed (1851)
- Essays: Scientific, Political, and Speculative, Bd. 1-3 (1857, 1863, 1874)
- Education: Intellectual, Moral, and Physical (1860)
  - deutsch: Die Kunst der Erziehung, Metopen, Wiesbaden 1947.
- A System of Synthetic Philosophy, in 10 Bänden (1860-1896)
  - First Principles (1860–62)
    - deutsch: Grundlagen der Philosophie, übersetzt von B. Vetter, Schweizerbart, Stuttgart 1875
    - Neuübersetzung: Grundsätze einer synthetischen Auffassung der Dinge, übersetzt von J. Carus, Schweizerbart, Stuttgart 1901.

  - The Principles of Biology, in zwei Bänden (1864–67)
    - deutsch: Die Principien der Biologie, in zwei Bänden, übersetzt von B. Vetter, Schweizerbart, Stuttgart 1876–77

  - The Principles of Psychology, in zwei Bänden (1870–72, zuerst 1855)
    - deutsch: Die Principien der Psychologie, in zwei Bänden, übersetzt von B. Vetter, Schweizerbart, Stuttgart 1882-1886.

  - The Principles of Sociology, in drei Bänden (1873-1896),
    - deutsch: Die Principien der Sociologie, in vier Bänden, übersetzt von B. Vetter und J. Carus (Bd. 4), Schweizerbart, Stuttgart 1877-1897

  - The Principles of Ethics, in zwei Bänden (1879–93)
    - deutsch: Die Principien der Ethik, in zwei Bänden, übersetzt von B. Vetter und J. Carus, Schweizerbart, Stuttgart 1879–95.
- The Study of Sociology (1873)
  - deutsch: Einleitung in das Studium der Sociologie, Brockhaus, Leipzig 1896.
- The Man 'versus' the State (1884) (Zugang zum Volltext)
- An Autobiography, in zwei Bänden (1904)
  - deutsch: Eine Autobiographie, in zwei Bänden, übersetzt von Ludwig Stein, Lutz, Stuttgart 1905.